# Harry Paterson
Pas d'image ? Cliquez ici

a Compétitions nationales et continentales officielles uniquement.

b Matchs officiels uniquement.
Dernière mise à jour le 27 octobre 2024.
Harry Paterson, né le 28 juin 2001 à Édimbourg (Écosse), est un joueur international écossais de rugby à XV et international de rugby à sept jouant aux postes d'arrière ou d'ailier à Édimbourg Rugby en United Rugby Championship depuis 2021.

## Biographie

### Jeunesse et formation
Harry Paterson naît le 28 juin 2001 à Édimbourg, en Écosse. Durant sa jeunesse, il joue pour le Heriot's Rugby Club et fréquente le Fettes College, avant de rejoindre l'équipe d'Edinburgh Accies en 2018. En milieu d'année 2020, il rejoint le centre de formation d'Édimbourg Rugby.
Toujours en 2020, il est sélectionné avec l'équipe d'Écosse des moins de 20 ans pour le Tournoi des Six Nations des moins de 20 ans. Il prend part à trois rencontres durant cette édition du Tournoi.

### Carrière professionnelle
Un an après avoir rejoint Édimbourg Rugby, Harry Paterson fait ses débuts professionnels en juin 2021 lors de la quatrième journée de la Pro14 Rainbow Cup, contre l'Ulster. Il est titularisé à l'arrière dans une défaite 31-34. Il s'agit de son seul match de la saison.
Durant l'année 2022, il joue avec l'équipe d'Écosse de rugby à sept, participant aux tournois de Singapour et de Vancouver des World Rugby Seven Series.
Il fait son retour avec son club durant la saison 2022-2023 où il joue trois matchs. Il profite ensuite du départ de Blair Kinghorn au Stade toulousain pour jouer cinq matchs au cours de la première partie de saison 2023-2024, durant lesquels il progresse beaucoup aux côtés de joueurs comme Emiliano Boffelli, Darcy Graham ou encore Duhan van der Merwe. Ces quelques matchs lui permettent d'être appelé pour la première fois de sa carrière en équipe d'Écosse par Gregor Townsend pour le Tournoi des Six Nations 2024. Alors qu'il est réserviste pour le match contre la France, il profite de l'absence de dernière minute de Kyle Steyn pour être directement titularisé au poste d'arrière. Il obtient alors sa première cape dans une défaite 16 à 20.
À la fin de cette saison, il est de nouveau appelé avec le XV du Chardon, cette fois pour préparer la tournée d'été en Amérique. Lors du premier match de cette tournée, il est titularisé face au Canada, dans une équipe largement remaniée, et  marque le premier essai de sa carrière, permettant aux Écossais de s'imposer 73 à 12. Il se blesse durant cette rencontre, ce qui lui fait manquer les deux matchs suivants contre les États-Unis et le Chili. Il fait son retour pour le dernier match de la tournée, contre l'Uruguay.
En début de saison 2024-2025, il est sélectionné avec son pays pour les matchs amicaux d'automne.

## Palmarès
Néant